# NGC 2664
NGC 2664 je otvoreni skup u zviježđu Raku. 

## Vanjske poveznice
- SEDS: NGC 2664